# Honda FR-V
El Honda FR-V o Edix es un monovolumen del segmento C producido por el fabricante de automóvil japonés Honda desde el año 2004 hasta 2009 Tiene carrocería de cinco puertas, motor delantero transversal, tracción delantera y seis plazas dispuestas en dos filas de tres plazas cada una, al igual que el Fiat Multipla. Otros rivales del FR-V son el Citroën C4 Picasso, el Ford C-Max, el Renault Scénic, el SEAT Altea y el Toyota Corolla Verso.
Inicialmente, la gama de motores del FR-V se componía de dos gasolina y un diésel: un 1.7 litros de 125 CV, un 2.0 litros de 150 CV, y un 2.2 litros de 140 CV respectivamente. A partir de 2007, junto con una ligera reestilización, ambas unidades gasolina se sustituyeron por un 1.8 litros de 140 CV. Todos los motores son de cuatro cilindros en línea y cuatro válvulas por cilindro. Los gasolina son atmosféricos y poseen inyección indirecta y distribución de válvulas variable, en tanto que el diésel posee turbocompresor de geometría variable, inyección directa con alimentación por common-rail e intercooler.